# День деревень и народов в Иране

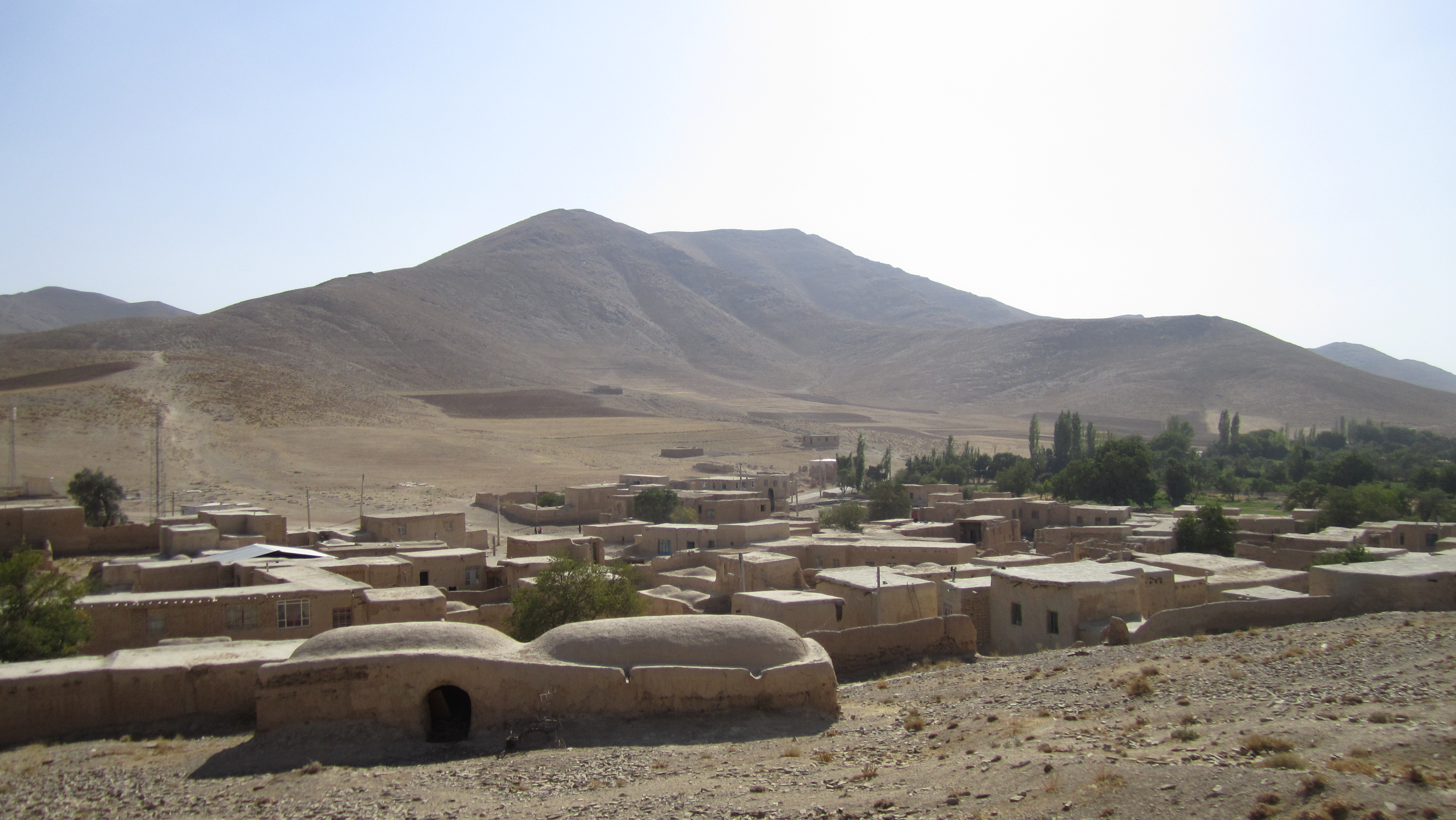
Деревня Харпахлоу, Центральный остан, Иран

День деревень и народов в Иране (перс. روز روستا و عشایر‎ , Ruz-e rusta va ashayer) – праздник в Иране, посвященный сельским районам и их жителям, который отмечают 15 мехра (7 октября).
День деревень и народов появился в 2013 году по инициативе Центра развития сельских районов, который подал запрос в Общественный центр по культуре с целью выразить дань уважения жителям сельских районов и их труду на благо развития страны.
Этот праздник направлен на развитие деревень, так как в сельских районах страны жители часто не имеют возможности удовлетворить свои базовые потребности.
В последние годы многим деревням и народам, живущим в них, не уделяется должного внимания. Для того, чтобы предотвратить миграцию жителей из деревень не предпринимаются никакие меры. Кроме того, сельским жителям не возмещают ущерб, нанесенный скоту в результате засухи.
В Иране также наблюдается нехватка путей сообщения между деревнями и городами, куда сельские жители едут для продажи своих товаров.
Для того, чтобы остановить стремительный поток сельских жителей в города, необходимо устранить проблему нехватки воды, обеспечить доступа населения к образованию, а также повысить его уровень, в особенности в сфере сельского хозяйства и ветеринарии, расширить сеть библиотек в деревнях, улучшить здравоохранение и повысить квалификации врачей-специалистов и других работников здравоохранения, а также уделить внимание вопросам культуры, науки и религии.
25% населения Ирана проживает в деревнях. При этом в каждой провинции наблюдается разное соотношение количества сельских и городских жителей. Так, 42% населения провинции Керман, а именно 1 260 тыс. человек, живут в деревнях.
В настоящее время около 588 деревень провинции Керман испытывают нехватку воды, учитывая то, что в связи с засушливым климатом в Иране средний уровень потребления воды на человека в два раза превышает мировую норму. В 2016 году правительство осуществило проект по обеспечению водой 513 деревень провинции. В рамках этой программы власти ИРИ проложили трубопровод длиной более 1 159 км.